# Каземат (группа)
«Казема́т» — российская рок-группа, собранная в Москве в марте 1996 года поэтом и музыкантом Игорем Шамариным после того, как он по собственной инициативе покинул группу «Апокриф». Коллектив «Каземат» просуществовал до сентября 2000 года, сменив три состава. Наиболее профессиональным составом стала формация, сложившаяся в феврале 1998 года: Игорь «Гаррис» Шамарин (вокал, автор песен, лидер и основатель группы), Михаил Ляшенко (гитара), Иван «Жан» Литвинов (бас-гитара), Сергей Золотухин (барабаны), Ян Шередеко (директор группы).
Стиль группы трансформировался в зависимости от веяний времени и появления в коллективе новых участников: от классического хард-рока, тяжёлого ритм-энд-блюза и фолк-рока в начале творческого пути до пост-гранжа, альтернативного рока, фанка и уклона в джаз-фьюжн на излёте творческой деятельности. Группа записала три альбома, наиболее известным из которых является «Театр бродячих душ» — концертная запись, сделанная на новогоднем фестивале в Тюмени 27 декабря 1999 года.

## История группы

### Первый состав. Репетиционный период (1996)
Точка отсчёта — студенческий рок-фестиваль 27 декабря 1995 г. в стенах филфака МПГУ, в котором принимали участие группы «Улица Радио», «Летучий Голландец», «Депо», «Табу», «Апокриф». В финале выступления группы «Апокриф» к микрофону вышел ритм-гитарист коллектива Игорь «Гаррис» Шамарин и исполнил в сопровождении группы три песни собственного сочинения, не вписывающиеся в канон ритм-энд-блюза, который концептуально исповедовал «Апокриф». Вскоре после фестиваля был собран первый состав новой группы, получившей название «Каземат». Игорь Шамарин стал её лидером, вокалистом и автором репертуара. Была сделана ставка на уже написанную программу распевных фолк-баллад «Горькая трава». Знаковыми персонами первого состава стали: бас-гитарист Иван «Жан» Литвинов, клавишник Игорь Бурков и гитарист Михаил Ляшенко. Сразу после Нового года была проведена серия репетиций в домашних условиях, без барабанов, а вскоре появилась возможность ездить на Сокол и репетировать там в помещении Дома детского творчества. Первая студийная репетиция состоялась 16 марта 1996 года. Этот день считается Днём рождения группы «Каземат».
Весна 1996 — регулярные репетиции на Соколе, аранжировки первых песен — «Жаворонок», «Житие разбойника», «Иван да Марья».
Лето 1996 — из-за каникул, повлекших за собой сезонное закрытие студии, репетиции перенесены домой к И.Буркову. Вместо клавиш используется пианино. Создаются новые песни «Вернусь домой», «Дезертир».
Август 1996 — группу покидают гитаристы, на вакантное место И.Литвинов приводит своего знакомого, Дмитрия Шевченко.
7 сентября 1996 — добровольный администратор группы, Илья Сапарин, устраивает в День города первый, полуакустический концерт группы «Каземат» (играли квартетом) в ДК «Загорье» (м. «Царицыно»). Была полностью сыграна дебютная программа «Горькая трава» и целый блок незапланированных песен. После концерта, ввиду отсутствия собственного инструмента, группу покидает клавишник И.Бурков, а за ним следом уходит первый барабанщик «Каземата».

### Второй состав. Программа «Горькая трава» (1996)
Осень 1996 — постоянные репетиции на базе Центра Детского Творчества «Полянка». За барабаны садится Александр Гусев, совмещая данное занятие с должностью штатного звукорежиссёра группы. В то же время в «Каземат» вливается лидер-гитарист группы «Апокриф» Борис Модестов. Программа «Горькая трава» записывается в составе: Игорь «Гаррис» Шамарин (вокал, гитара), Иван «Жан» Литвинов (бас-гитара), Дмитрий Шевченко (гитара), Борис «Boris» Модестов (гитара), Александр Гусев (барабаны, звук).
25 декабря 1996 — новогодний концерт на филфаке МПГУ. Первым отделением — группа «Каземат», вторым — группа «Летучий Голландец». Презентация программы «Горькая трава», после которой Б.Модестов покидает группу.
Зима — весна 1997 — кадровый кризис, смена репертуара, экспериментальные попытки скрестить реггей с классическим рок-н-роллом, прослушивания гитаристов и барабанщиков.

### Третий («золотой») состав. Программа «Театр бродячих душ» (1998—1999)
21 февраля 1998 г. — Ян Шередеко предлагает группе свою помощь в осуществлении новой, третьей по счёту реинкарнации, и берёт на себя функции директора. Итогом становится формирование «золотого состава» группы «Каземат»: Игорь «Гаррис» Шамарин (вокал, автор песен), Иван «Жан» Литвинов (бас), вернувшийся в состав Михаил Ляшенко (гитара) и его школьный товарищ — Сергей Золотухин (барабаны), сын актёра Валерия Золотухина.
С 22 марта 1998 — периодические репетиции в студии «Арго» неподалёку от м. «Полежаевская», работа над жёсткой версией программы «Театр Бродячих Душ» в стиле пост-гранж.
4 июля 1998 — первый концерт нового состава в клубе «Diamond», совместно с группами «Капибары хлор» и «Pulma Dexter». Премьера шести песен и чтение стихов. По горячим следам — мультисессионная студийная запись с программой отыгранного концерта под общим названием «Французское радио». Эксперименты в стиле панк-рок.
5-6 сентября 1998 — многоканальная запись демо-сингла в самый разгар пресловутого «финансового кризиса». Фактический стимул — фестиваль под эгидой коллектива «Мистер Твистер».
15 ноября 1998 — ультра-жёсткий концерт в камерном акустическом клубе «Форпост», вторым отделением после группы «Улица Радио». Премьера двух новых песен — «Посторонние» и «Продавец теней». В программе выступления — 9 произведений.
6 декабря 1998 — запись ещё одного, «чистого» репетиционного бутлега (9 песен).
Декабрь 1998 — попытка включить в электрическую программу виолончель — в преддверии готовящегося выступления на большом фестивале в ДК имени Горбунова. Посредником выступает Наталья «Барбара» Виноградова, бывший администратор группы «Летучий Голландец» и добровольный помощник в администрировании «Каземата». Следуют специальные совместные репетиции с Татьяной «Птицей» Кирюниной (гр. «Летучий Голландец»). Всё осталось на уровне оригинальной идеи.
10 января 1999 — участие в генеральном прогоне выступлений на фестивале «С новым роком!», закрытое дневное мероприятие в клубе «Форпост». Т.Кирюнина привозит виолончель, но в конечном итоге с группой не выступает.
22 января 1999 — участие в заключительном концерте фестиваля «С новым роком! Новые имена в „Горбушке“» (ДК имени Горбунова), совместно с группами «Артель», «Белый шум», «Los Paranoies», «Оркестр 100», «Стена», «Четверг Арутюнова», «Монгол Шуудан» (В.Скородед), «СерьГа». Из более чем сотни первоначально заявленных на участие в фестивале молодых групп для концерта в «Горбушке» были отобраны шесть, в числе которых — «Каземат». Программа выступления: «Продавец теней», «Убираюсь восвояси», «Театр бродячих душ», «Дезертир». Группа награждена именными дипломами от политического объединения «Яблоко» и радиостанции «Радио-1». Интервью молодёжным телепрограммам и газете «Педагогический Университет».
2 февраля 1999 — по следам фестиваля группа приглашена на «Радио-1» и проводит 45 минут в прямом эфире (беседа в студии), также звучат 3 песни с демо-сингла и две песни под гитару в исполнении Игоря Шамарина.
9 февраля 1999 — концерт в клубе «Свалка» совместно с группами «Похмельный синдром» и «Аутсайдер». Премьера песни «Фурия».
12 февраля 1999 — телевизионный сюжет в программе «Башня» (РТР) по мотивам фестиваля в «Горбушке», первый показ группы на ТВ.
14 февраля 1999 — переезд на репетиционную точку группы «E.S.T.» (м. «Профсоюзная»).
4 марта 1999 — группа представлена в телевизионном сюжете В.Володиной: программа «До 16 и старше…» (1 канал).
14 марта 1999 — большая фотосессия на репетиционной базе группы «E.S.T.».
25 марта 1999 — эксклюзивный, экспериментально-акустический концерт в «Как бы…» клубе (м. «Бауманская»).
27 марта 1999 — «Каземат» выступает в качестве специального гостя в большом клубном концерте группы «E.S.T.». Клуб «Ю-Ту», совместно с группами «Бодры» и «Зинг Кана Нагота».
Апрель 1999 — при подготовке (совместно с Ириной Лебедевой) специальных плакатов и афиш, приуроченных к 3-летию группы, в компьютерном начертании названия «КАЗЕМАТ» и обыгрывании цифры «3» проступает двадцать вторая руна, символизирующая бога Инга — Ing (Inguz), на мистическом уровне рассматриваемая практиками подобного рунического ряда как символ света и, одновременно, потенциальной энергии.
19 апреля 1999 — трёхлетие группы отмечается большим отчётным концертом в клубе «Ю-Ту» (м. «Сходненская»). На разогреве играют группы: «Асса», «Чёрный квадрат», «Alany Band». Программа вечера: «Всё хорошо», «Театр бродячих душ», «Убираюсь восвояси», «Религия тишины», «Огарок», «Дезертир», «Посторонние», «Продавец теней», «Жаворонок», «Фурия», «Вернусь домой», «Продавец теней» (акустическая версия).
22 апреля 1999 — газета «Педагогический Университет» в 7-м номере публикует материал на основе зимнего интервью Игоря Шамарина под названием «Создатель мистических сказок» (корреспондент — Наталья Кодола).
12 мая 1999 — группа участвует в первом, международном фестивале нового музыкального движения «Рок-Держава» в ДК имени Горбунова, совместно с группами «Sprint» (Болгария), «Заповедник», «Оберманекен», Сергей Калугин & «Артель» (ныне — «Оргия Праведников»), «Миссия: Антициклон» (Магадан), «СерьГа» и «Крематорий».
Май 1999 — материал о группе «Каземат» («Слёт бродячих душ») выходит в пятом номере журнала «Р-Клуб». Публикация манифеста под названием «Время разбрасывать маски».
23 мая 1999 — последняя репетиция с басистом Иваном «Жаном» Литвиновым, его уход и начало поисков нового музыканта.

### Последний год (1999—2000)
5 сентября 1999 — в группу принят новый (и последний) бас-гитарист, Виктор Тараненко.
Осень 1999 — восстановление репертуара, обновление песен, изменение аранжировок в сторону более авангардного звучания, крен в фанк и джаз-фьюжн.
27 ноября 1999 — пробное выступление в обновлённом составе в качестве приглашённых гостей на концерте группы «E.S.T.» в ДК «Труд» (м. «Тульская»).
5 декабря 1999 — во время репетиции рождается новая, фанк-версия композиции «Театр бродячих душ».
7 декабря 1999 — официальное открытие концертного сезона 1999/2000, выступление в клубе «Свалка». Премьера современной версии песни «Белка в колесе».
17 декабря 1999 — концерт в клубе «Дикий Запад», публичная премьера новой версии песни «Театр бродячих душ».
24-28 декабря 1999 — поездка в Тюмень по личному приглашению Ника Рок-н-Ролла. 27 декабря 1999 г. — участие в новогоднем фестивале «В „Белый Кот“ под Новый год» в межрегиональном рок-центре «Белый Кот» (ДК «Строитель») совместно с группами: «Rolling Rock», Джейк и «Азимут», «Граффити», «А. Т. О. М.», Александр «Крот» Кротов (группа «Йеху»). Запись концертной версии обновлённой программы «Театр Бродячих Душ», послужившей позже основой концертного альбома.
12 января 2000 — концерт в клубе «Ю-Ту».
Февраль 2000 — создана авторизованная страница группы в Интернете (ныне не существует). Фактически готова программа с новым бас-гитаристом (10 песен).
Март 2000 — цифровая запись наработанного репетиционного материала, без вокала.
13 апреля 2000 — концерт в «Р-Клубе» на Дне Возрождения группы «Апокриф», лёгкий джем-сейшн при исполнении «Блюза Нового Русского» в финале мероприятия. 4 года группе «Каземат». Премьера новой версии песни «Продавец теней».
15 мая 2000 — концерт в клубе «Свалка». Премьера песни «Синие тигры», навеянной одноимённым рассказом Х. Л. Борхеса.
22 мая 2000 — участие в клубной версии масштабного фестиваля «Рок-Держава-2000» (концерт в «Р-Клубе»).
14 июня 2000 — концерт в клубе «Ю-Ту».
25 июня 2000 — не анонсировавшийся, «секретный» концерт в кафе-клубе «Плехановъ», по стечению обстоятельств ставший последним в истории группы «Каземат».
Летом 2000 создана никогда, в итоге, не прозвучавшая публично в электрическом исполнении песня «Лицо на воде».
6 сентября 2000 г., после плодотворной репетиции, о своём уходе из группы неожиданно объявил барабанщик Сергей Золотухин. Данный факт повлёк за собой официальный роспуск коллектива.

### Постфактум
2001 — статья о группе опубликована в справочнике «Русский рок. Малая энциклопедия» (Москва, «Леан-Антао»).
2003 — статья о группе опубликована в большой энциклопедии «Русский рок» (Москва, A.T. PUBLISHING / «A.T.P.»)
2005 — тексты всех песен, звучавших в репертуаре группы, опубликованы, в числе других, в книге Игоря Шамарина «Шифры и тексты» (Москва, «Пробел-2000»).
1 мая 2007 г. состоялся интернет-релиз концертного альбома «Театр Бродячих Душ» (1999), претерпевшего авторскую редакцию и ремастеринг.
После распада группы «Каземат» Игорь Шамарин сделал попытку продолжить творческое сотрудничество с Б.Модестовым, начав с ним запись альбома «Выбирай любую жизнь». Работа в силу технических и моральных причин осталась незавершённой. С июня 2006 года Игорь Шамарин продолжил прерванную музыкальную деятельность, начав периодические сольные выступления на сценах московских клубов. В некоторых случаях ему ассистировал бывший гитарист группы «Каземат» Дмитрий Шевченко.
2 июля 2007 года ушёл из жизни, покончив с собой, Сергей Золотухин. После ухода из группы «Каземат» в 2000 году он сотрудничал с рядом других музыкальных коллективов, остановив выбор на группе «Мёртвые Дельфины».